# 気候関連財務情報開示タスクフォース
気候関連財務情報開示タスクフォース(きこうかんれんざいむじょうほうかいじタスクフォース、略称:TCFD 英語:Task Force on Climate-related Financial Disclosures）とは、企業の気候変動への取組みや影響に関する財務情報についての開示のための枠組みである。

## 概要
G20の要請を受けて各国の中央銀行などから構成される金融安定理事会が、2015年12月にマイケル・ブルームバーグを議長として設置。2017年6月に最終報告書（TCFD提言）を公表し、企業に対し税務情報として、気候変動関連リスクと機会について次の4項目を開示することを奨励する。
1. ガバナンス（Governance）：気候関連のリスクと機会に関する組織のガバナンスを開示
2. 戦略（Strategy）：気候関連のリスクと機会が組織のビジネス、戦略、財務計画に及ぼす実際の影響と潜在的な影響を情報が重要である場合に開示
3. リスク管理（Risk Management）：組織が気候変動関連のリスクを特定、評価、管理する方法
4. 指標と目標（Metrics and Targets）:そのような情報が重要である場合、関連する気候関連のリスクと機会を評価および管理するために使用される測定基準と目標を開示

## TCFDサミット2020
2020年10月、経済産業省主催のTCFDサミット2020がオンライン上で開催され、総理大臣の菅義偉が出席。「環境と成長の好循環」の絵姿を示すこと、世界の脱炭素化に貢献していくこと、日本政府としてTCFDを支援していくことを表明

## 賛同企業等
- 日本証券業協会(2019年2月)
- 旭化成
- アサヒグループホールディングス
- 朝日生命保険相互会社
- 味の素
- アシックス
- アスクル
- アセットマネジメントOne
- ANAホールディングス
- 小野薬品
- オムロン
- オリックス
- 花王
- 科学技術振興機構
- 鹿島建設
- カルビー
- 川崎汽船
- 川崎重工業

他